# Vega de Ruiponce
Vega de Ruiponce község Spanyolországban, Valladolid tartományban. Vega de Ruiponce Santervás de Campos, Villacarralón, Fontihoyuelo, Villanueva de la Condesa, Villagómez la Nueva, Cabezón de Valderaduey, Villalba de la Loma, Saelices de Mayorga, Monasterio de Vega és Melgar de Abajo községekkel határos. Lakosainak száma 81 fő (2024).

## Népesség
A település népessége az utóbbi években az alábbiak szerint változott:
| Lakosok száma | 131  | 129  | 123  | 117  | 120  | 118  | 100  | 90   | 86   | 81   |
|               | 2001 | 2004 | 2007 | 2009 | 2012 | 2014 | 2017 | 2019 | 2022 | 2024 |